# Deutsche Antarktische Expedition 1938/39

Motiv einer im Oktober 1939 an Expeditionsmitglieder überreichten Gedenkmedaille

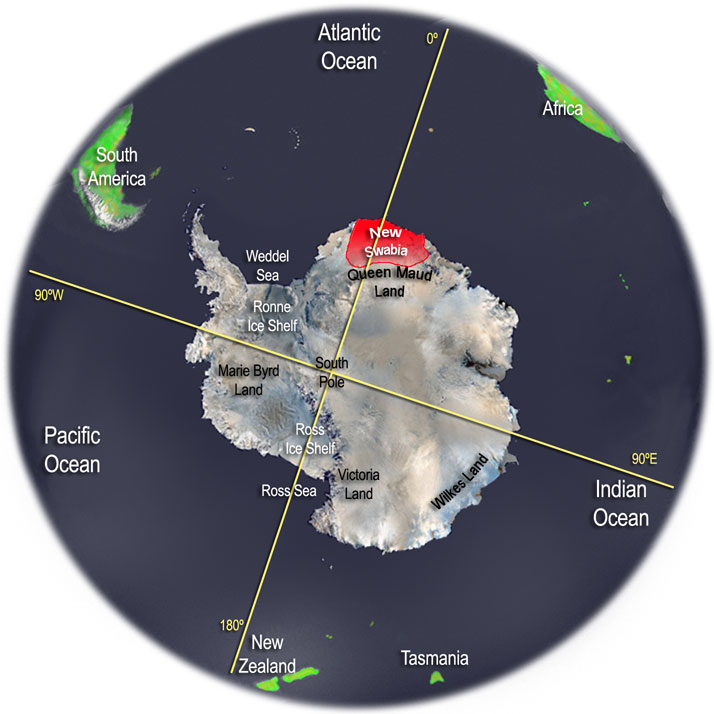
Landkarte der Antarktis. Das rot hinterlegte Territorium zeigt die Ausdehnung der von der Deutschen Antarktischen Expedition 1938/39 überflogenen Region Antarktikas

Die Deutsche Antarktische Expedition 1938/39 war nach der Gauß-Expedition und der Filchner-Expedition die dritte offizielle Antarktisexpedition des Deutschen Reiches. Sie wurde durch den „Beauftragten für den Vierjahresplan“ Hermann Göring angeordnet; die Planung und Vorbereitung oblag Ministerialrat Helmuth Wohlthat. Die Expedition wurde vorwiegend aus wirtschaftlichen Erwägungen durchgeführt, um der deutschen Walfangflotte neue Fanggründe zu sichern und so die „Fettlücke“, d. h. die Abhängigkeit des Deutschen Reiches vom Import technischer Fette und Nahrungsfette, zu verringern. Es bestand die Absicht, eine Grundlage für eine spätere deutsche Besitzergreifung eines Antarktis-Sektors zu schaffen, daher wurden die Vorbereitungen für diese Expedition unter strengster Geheimhaltung getroffen. Das Zielgebiet der Expedition war die Region zwischen 20° West und 20° Ost.

## Vorbereitung

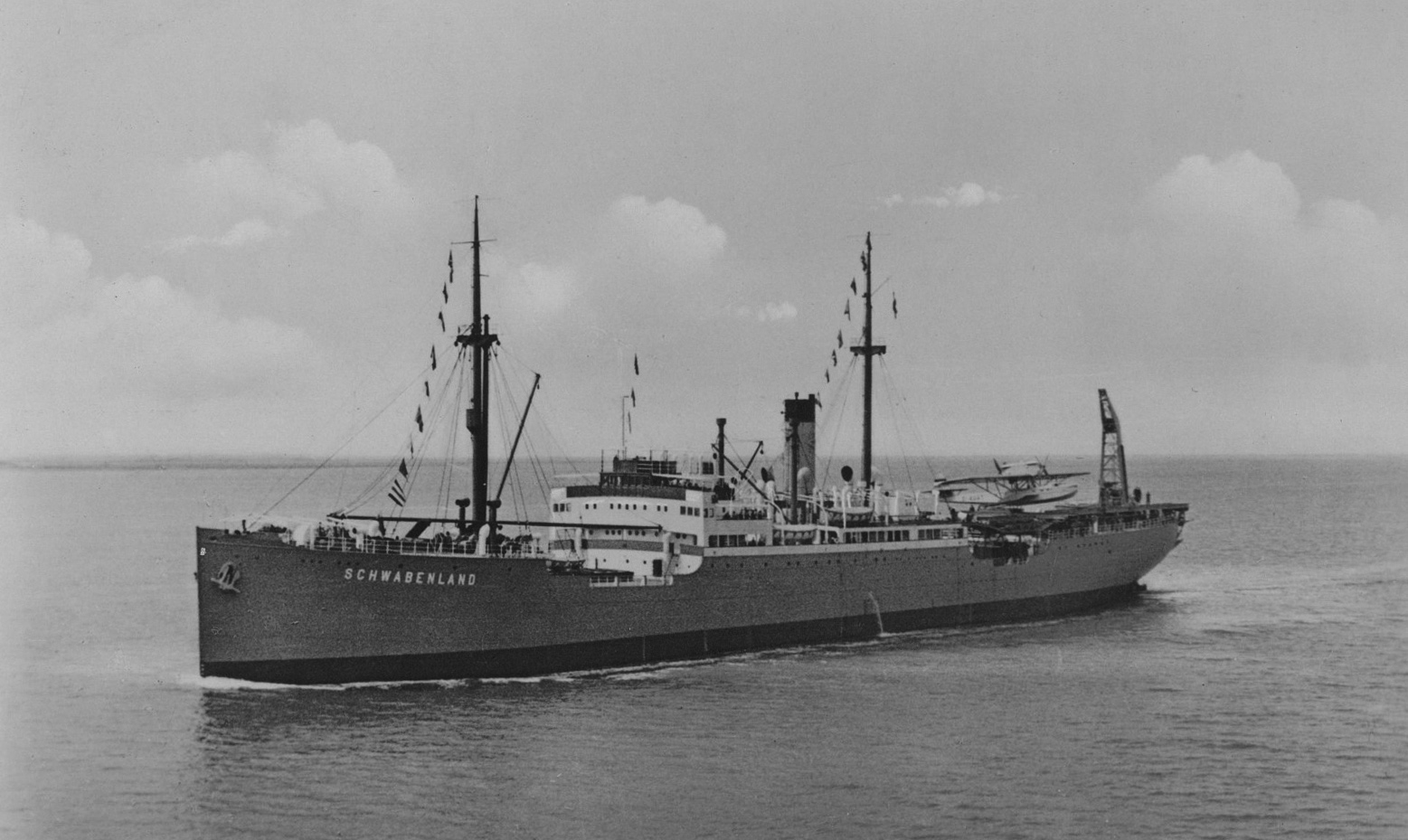
Die Schwabenland im Jahr 1938

Im Juli 1938 wurde Kapitän Alfred Ritscher mit der Leitung einer Expedition in die Antarktis betraut. Innerhalb weniger Monate gelang es, eine Expedition zusammenzustellen und auszurüsten, deren Ziel es war, topografische Kenntnisse für die deutsche Walfangflotte zu schaffen, gleichzeitig ein wissenschaftliches Programm entlang der Küste unter Berücksichtigung von Biologie, Meteorologie, Ozeanographie und Erdmagnetik durchzuführen und das bis dahin unbekannte Hinterland durch Vermessungsflüge zu erkunden.
Da zur Vorbereitung nur ein halbes Jahr zur Verfügung stand, musste Ritscher auf vorhandene Schiffe und Flugzeuge zurückgreifen, die bisher im Atlantikdienst der Deutschen Lufthansa standen. Nach eiligen Umbauarbeiten am Schiff Schwabenland und den beiden Dornier Wal-Flugbooten Boreas und Passat verließ die Expedition am 17. Dezember 1938 Hamburg.

## Durchführung
Die Deutsche Antarktische Expedition erreichte am 19. Januar 1939 das Arbeitsgebiet an der Prinzessin-Martha-Küste. In sieben Messbild-Flügen zwischen dem 20. Januar und 5. Februar 1939 konnte mit Reihenbildkameras eine Fläche von ca. 350.000 km² photogrammetrisch aufgenommen werden. Dabei entdeckte man bisher völlig unbekannte, eisfreie Gebirgsregionen im Küstenhinterland. An den Umkehrpunkten der Flugpolygone sollten Metallpfeile mit Hoheitszeichen abgeworfen werden, um deutsche Besitzansprüche zu begründen (die allerdings niemals erhoben wurden). Durch Interviews mit Expeditionsteilnehmer wurde später bekannt, dass durch Flugkomplikationen alle Pfeile zu gleich gleichzeitig abgeworfen wurden waren. Bei zusätzlichen acht Sonderflügen, an denen auch Ritscher teilnahm, wurden besonders interessante Regionen gefilmt und mit Farbfotos aufgenommen. An Bord der Schwabenland und an der Küste auf dem Meereis konnten biologische Untersuchungen durchgeführt werden. Die Ausrüstung ließ jedoch weder Schlittenexpeditionen auf das Schelfeis noch Landungen der Flugboote in der Gebirgsregion zu. Die Erkundungen erfolgten also, ohne dass ein einziges Expeditionsmitglied das Territorium betreten hat.
Die eingesehene und überflogene Region zwischen 10° W und 15° O wurde von der Expeditionsleitung „Neuschwabenland“ getauft. Zwischenzeitlich hatte die norwegische Regierung durch eine Indiskretion der Ehefrau des stellvertretenden Expeditionsleiters Ernst Herrmann gegenüber dem norwegischen Geologen Adolf Hoel Informationen über die deutschen Aktivitäten erhalten und den gesamten Sektor zwischen 20° W und 45° O am 14. Januar 1939 als Dronning Maud Land zu norwegischem Territorium erklärt, ohne dessen südliche Erstreckung zu definieren.
Die Expedition verließ am 6. Februar 1939 die Küste der Antarktis und führte auf der Rückreise weitere ozeanographische Untersuchungen in der Umgebung der Bouvetinsel und Fernando de Noronha durch. Auf Wunsch des Oberkommandos der Marine unternahmen Besatzungsmitglieder am 18. März eine Landung auf der brasilianischen Insel Trindade, um zu prüfen, ob U-Boote dort unauffällig mit frischem Wasser und Nahrung versorgt werden konnten. Dabei erlitt die Landungsmannschaft in einer kleinen Bucht Schiffbruch und musste nach einer Kletterpartie gerettet werden. Da die Landung unter strengster Geheimhaltung abgelaufen war, erschien hierüber nichts in Ritschers gedrucktem Bericht. Am 11. April 1939 lief die Schwabenland wieder im Hamburger Hafen ein.

## Wissenschaftliche Auswertung
Bis 1942 fertigte Otto von Gruber detaillierte topografische Karten vom östlichen Neuschwabenland im Maßstab 1:50.000 und eine Übersichtskarte Neuschwabenlands an. Unter den neu entdeckten Gebieten waren beispielsweise die nach dem Eislotsen der Expedition Otto Kraul benannten Kraulberge. Die Auswertung der Resultate im westlichen Neuschwabenland wurde durch den Zweiten Weltkrieg unterbrochen und ein großer Teil der 11.600 Schrägluftbilder gingen im Krieg verloren. Neben den von Ritscher veröffentlichten Bildern und Karten überstanden nur ca. 1100 Luftbilder den Krieg, die jedoch erst 1982 wiederentdeckt und ausgewertet wurden. Die Ergebnisse der biologischen, geophysikalischen und meteorologischen Untersuchungen wurden erst nach dem Krieg zwischen 1954 und 1958 veröffentlicht. Von Kapitän Ritscher ist bekannt, dass er eine weitere Expedition mit verbesserten leichteren Flugzeugen auf Kufen vorbereitete, die aufgrund des Ausbruchs des Zweiten Weltkrieges jedoch nie durchgeführt wurde.

## Öffentliche Wahrnehmung
Infolge der geheimen Vorbereitung erfuhr die Öffentlichkeit im Vorfeld nichts von der Expedition. Auf der Rückreise wurde von Kapstadt ein erster Bericht an Helmut Wohlthat telegrafiert, der am 6. März eine Pressemitteilung herausgab. Während in Großbritannien der Daily Telegraph und in den Vereinigten Staaten die New York Times, jeweils mit einem Hinweis auf die kurz zuvor erfolgte norwegische Besitznahme des Gebietes, über die Expedition berichteten, nahm bei der Rückkehr nach Deutschland nur die Hamburger Lokalpresse Notiz. Am 25. Mai 1939 erschien in der Berliner Illustrirte Zeitung eine vom Expeditionsleiter nicht autorisierte, kleinformatige Karte der entdeckten Gebirge und der Flugpolygone. Die Karte war vom Flugzeugmechaniker Franz Preuschoff gezeichnet worden und wird daher als „Preuschoffkarte“ bezeichnet. Diese Karte wurde vom australischen Kartographen E. P. Bayliss in seiner 1939 erschienenen Karte von Antarktika im Maßstab 1:10.000.000 eingearbeitet.
In Berlin war ein Hinweis auf die Expedition auf einem Schild im Zoologischen Garten angebracht. Dieses war vor der Anlage der Kaiserpinguine aufgestellt, welche auf der Expedition vom Flugkapitän der Lufthansa Rudolf Mayr, dem Flugmechaniker Franz Preuschoff und dem Zoologen der Expedition Erich Barkley gefangen wurden und am 12. April 1939 in Cuxhaven eintrafen. Der Geologe der Expedition, Ernst Herrmann, veröffentlichte 1941 ein populärwissenschaftliches Buch, das mehr als 60 Jahre der einzige Bericht für ein breiteres Publikum war. Die dürftige Informationslage begünstigte in der Folgezeit, dass sich um die Expedition und das neuentdeckte Neuschwabenland Mythen und Verschwörungstheorien rankten.